# Порт-Артур (Тасмания)

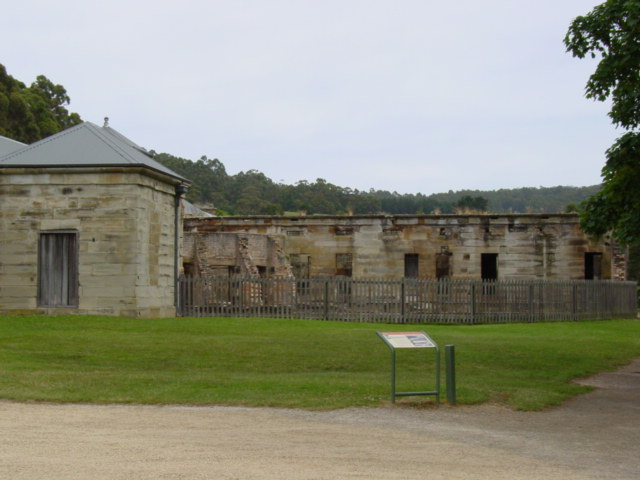
Каторжная тюрьма Порт-Артура

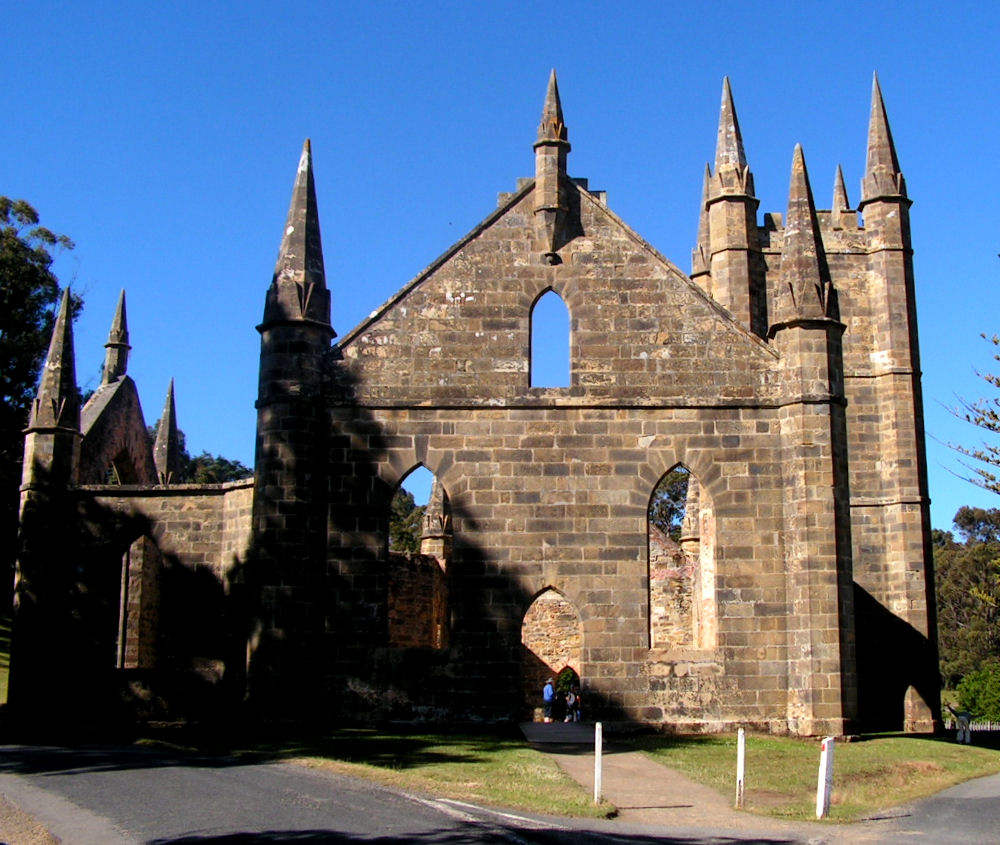
Церковь, построенная заключенными

Порт-Арту́р (англ. Port Arthur) — город в Австралии, на юго-востоке Тасмании на полуострове Тасман, в 97 км от Хобарта.
Население города — около 200 человек. К юго-востоку от города, через пролив, расположен национальный парк Тасман.
Город был назван в честь губернатора Вандименовой Земли баронета Джорджа Артура. Первое поселение появилось в 1830 году. С 1833 года у Порт-Артура действовала каторга, с одними из самых тяжёлых условий среди подобных учреждений того времени (на самом деле это не так. Здесь не было самых тяжелых условий среди подобных учреждений того времени, было (или быстро стало) как раз наоборот: https://portarthur.org.au/history/#section-1 Архивная копия от 9 июля 2021 на Wayback Machine. В отличие, скажем, от каторжной тюрьмы на островах Иль де Салю во Французской Гвиане, или на Огненной Земле близ города Ушуая.
Каторжная тюрьма просуществовала до 1877 года.

## Объект Всемирного наследия ЮНЕСКО
После закрытия каторги Порт-Артур стал популярным туристическим аттракционом. 31 июля 2010 года историческая часть Порт-Артура была внесена ЮНЕСКО в объекты Всемирного наследия в составе списка Каторжных поселений Австралии.

## Массовое убийство 28 апреля 1996 г
Печальную славу Порт-Артур вновь приобрёл 28 апреля 1996 года, когда некий Мартин Брайант расстрелял нескольких жителей и гостей города, в результате чего погибло 35 человек и 37 получили ранения разной тяжести. Это привело к ужесточению правил по владению огнестрельным оружием на национальном уровне.

## Климат
Климат в Порт-Артуре — один из самых холодных, ветреных и дождливых в Австралии, хотя морозы здесь бывают крайне редко.